# Pavlo Krutous
Pavlo Oleksandrovyč Krutous (in ucraino Павло Олександрович Крутоус?; Bila Cerkva, 9 aprile 1992) è un cestista ucraino.

## Carriera
Con l'Ucraina ha disputato i Campionati europei del 2015.

## Palmarès
- Campionato ucraino: 2

Budivelnyk Kiev: 2016-17, 2022-23